# Prosperity (rose)
'Prosperity' (en français : « prospérité ») est un cultivar de rosier obtenu en 1919 en Angleterre par le révérend Pemberton. Il est issu du croisement 'Marie-Jeanne' (Turbat, 1913) x 'Perle des Jardins' (Levet, 1874).

## Description
Il s'agit d'un hybride de Rosa moschata triploïde aux petites (9-16 pétales) fleurs blanc ivoire semi-doubles en forme de rosettes, parfois nuancées de rose et parfumées. Ce rosier est très florifère et fleurit en gros bouquets. La floraison est remontante, celle d'automne étant particulièrement attractive.
Son buisson érigé et vigoureux possède un feuillage vert foncé luisant. Il peut s'élever à plus de 3 mètres de hauteur, lorsqu'il est traité en grimpant, pour une largeur de 150 cm. Sinon, il s'élève à 160 cm environ.
Sa zone de rusticité est de 6b à 10b ; il est adapté tant aux hivers rigoureux qu'au climat méditerranéen. Il est très apprécié dans les pays du Nord.  
Ce rosier remporte toujours un grand succès dans le monde pour éclairer les jardins. C'est un « must » des jardins anglais. On peut notamment l'admirer à l'Europa-Rosarium de Sangerhausen ou au jardin botanique de Moscou.

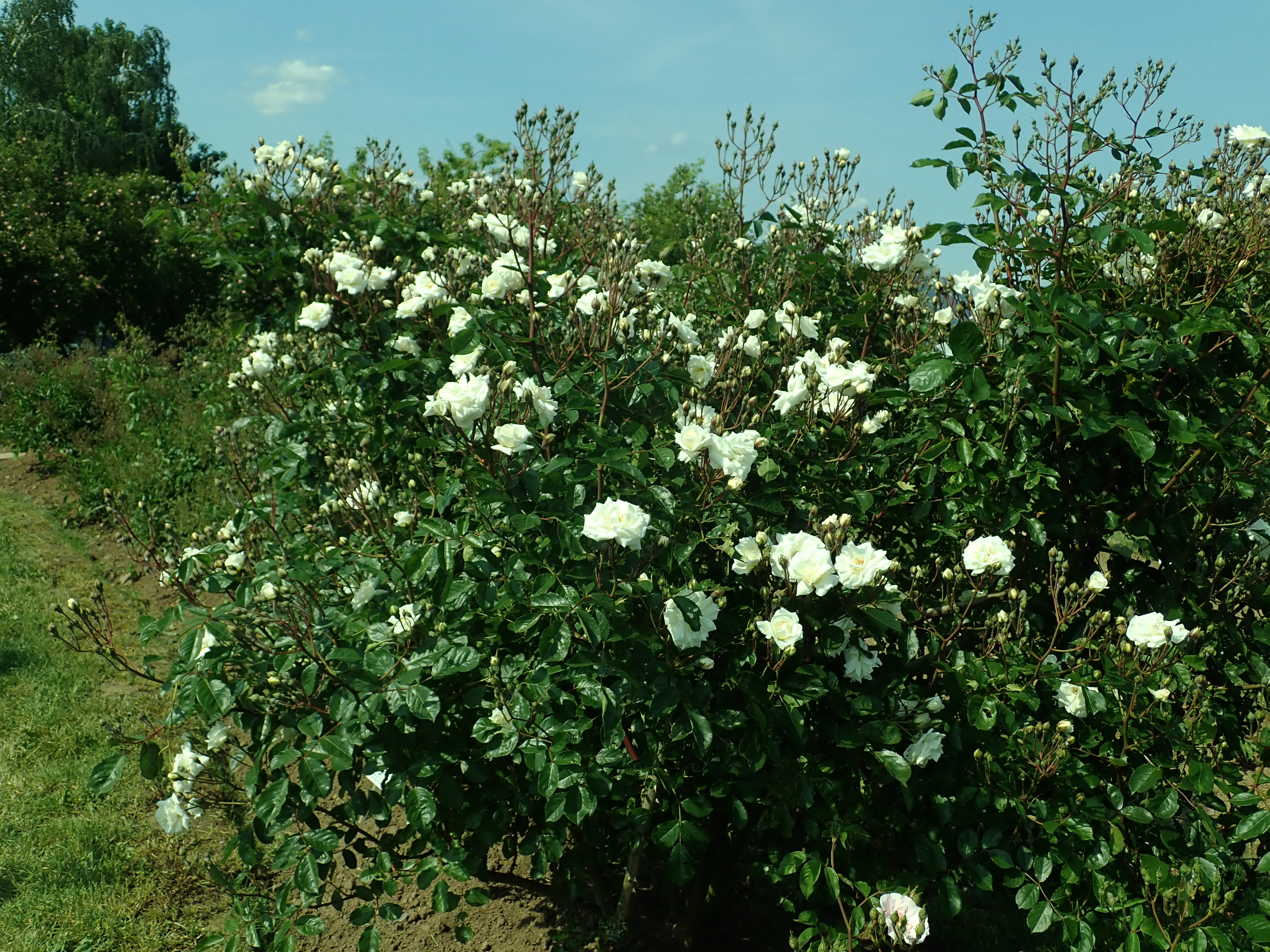
Gros buisson de 'Prosperity' à l'Europa-Rosarium
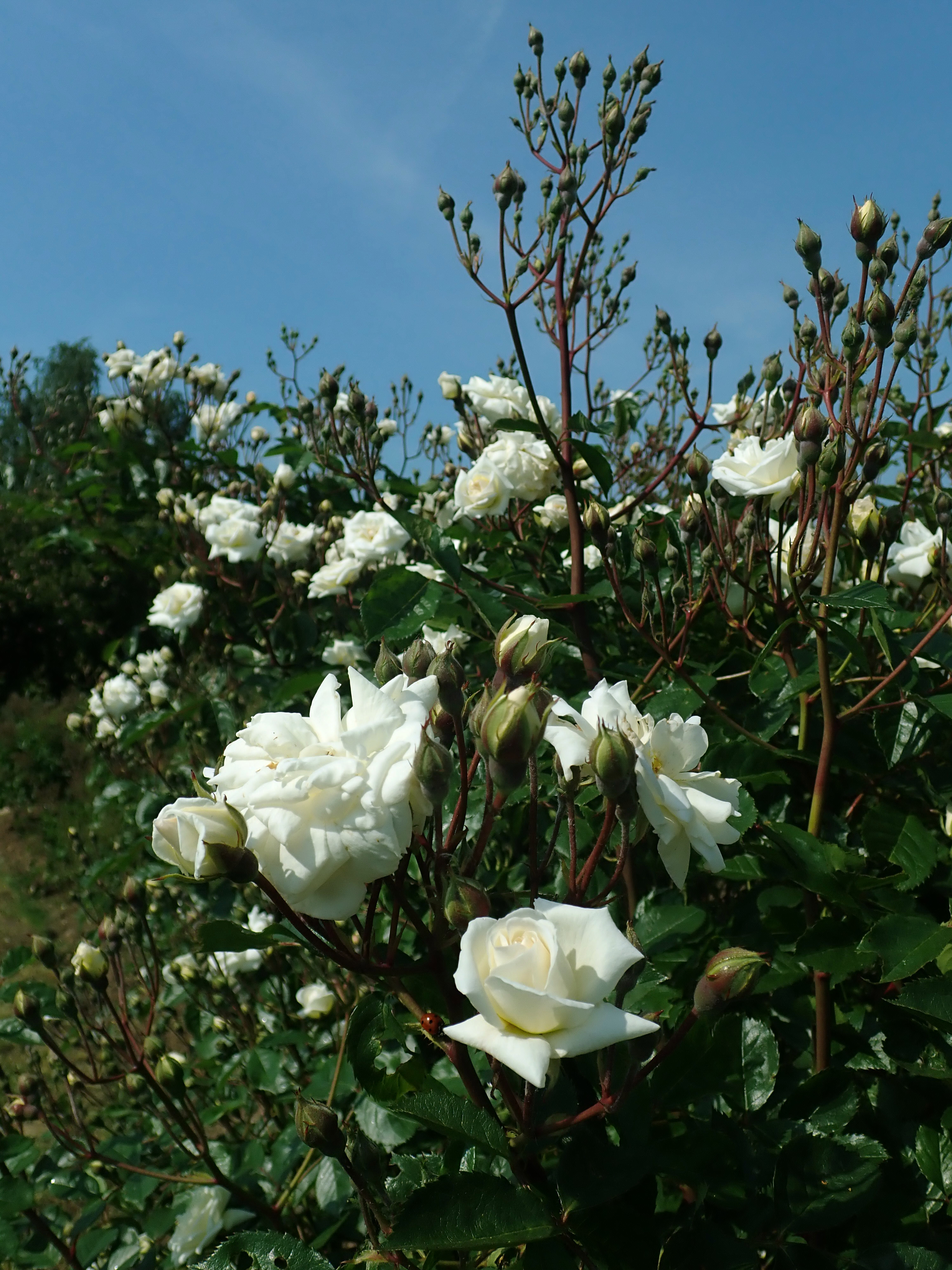
Fleurs de 'Prosperity' à l'Europa-Rosarium
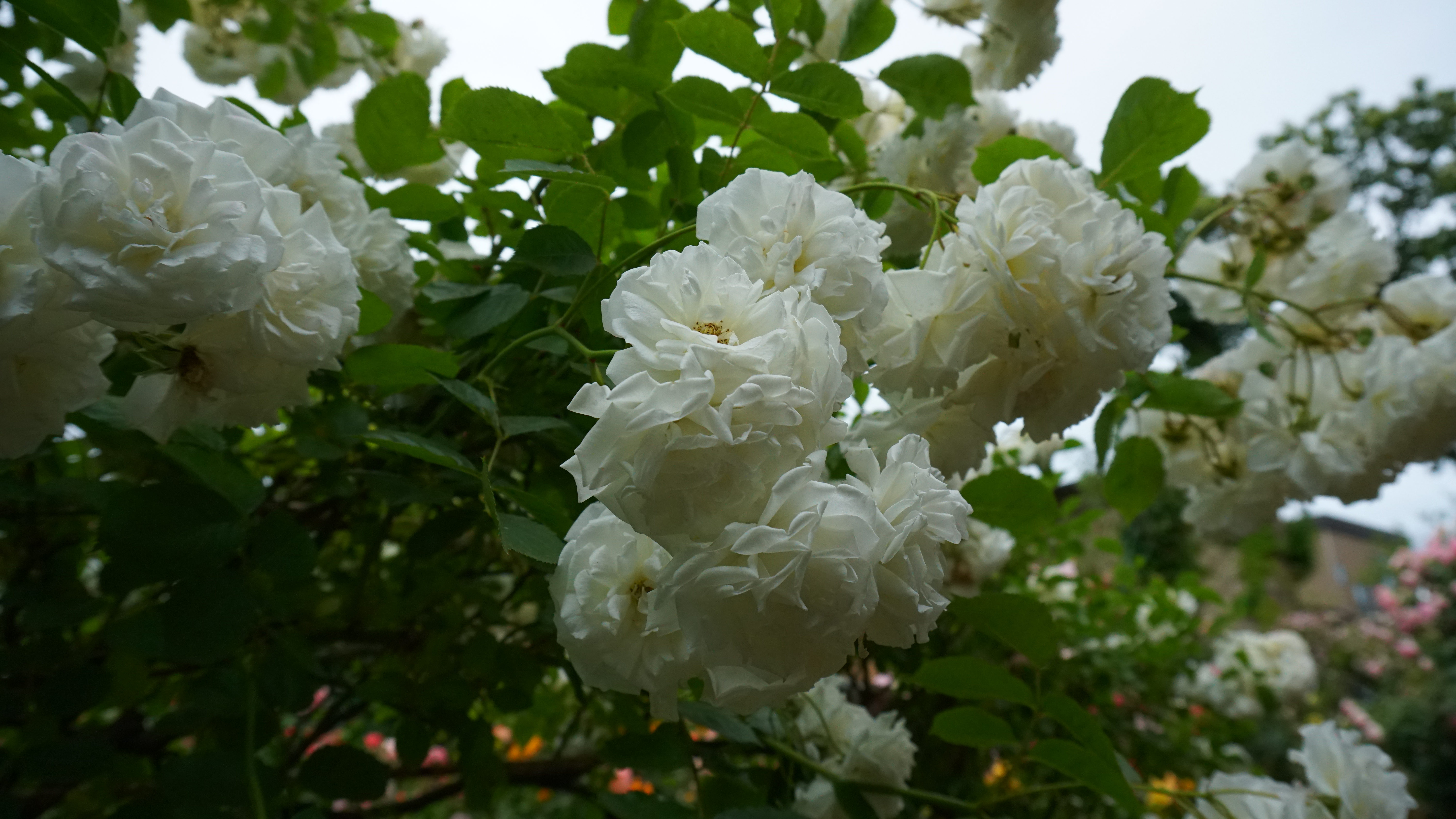
Rosettes de 'Prosperity' au Japon

## Distinction
- Prix du mérite de la Royal Horticultural Society[5]